# Rudolf von Wechmar
Karl Rudolf Heinrich Freiherr von Wechmar (* 26. November 1823 in Breslau; † 18. Oktober 1881 in Groß Tschunkawe) war ein preußischer Generalleutnant.

## Leben

### Herkunft
Rudolf war ein Sohn des preußischen Rittmeisters Ferdinand Ludwig Heinrich von Wechmar (1785–1834) und dessen Ehefrau Charlotte, geborene von Johnston (1798–1865).

### Militärkarriere
Wechmar besuchte Privatschulen in Breslau und Liegnitz sowie die Kadettenhäuser in Potsdam und Berlin. Während seiner Ausbildung in Berlin war er Leibpage der Prinzessin Marianne von Preußen. Am 12. August 1841 wurde Wechmar als Sekondeleutnant dem 6. Infanterie-Regiment der Preußischen Armee überwiesen. Zur weiteren Ausbildung ab Oktober 1848 an die Allgemeine Kriegsschule kommandiert, wurde er im Anschluss daran zunächst Bataillons- und ab Mai 1852 Regimentsadjutant. Als Premierleutnant wurde Wechmar Ende März 1858 Adjutant beim Generalkommando des I. Armee-Korps und avancierte im September 1858 zum Hauptmann. Anfang Mai 1860 kommandierte man ihn als Kompanieführer zum 6. kombinierten Infanterie-Regiment. Mit der Etatisierung zum 1. Niederschlesischen Infanterie-Regiments Nr. 46 erfolgte kurz darauf seine Ernennung zum Chef der 11. Kompanie in Posen. Am 8. Februar 1863 wurde Wechmar dann zum Generalstab des Oberkommandos des I., II., V. und VI. Armee-Korps unter General von Werder und Ende April unter Belassung in diesem Kommando in den Großen Generalstab versetzt. Unter Belassung in seinem Kommando erfolgte Ende Mai 1863 seine Versetzung in den Generalstab der 7. Division sowie Mitte September 1863 die Beförderung zum Major. Mitte November 1864 von seinem Kommando zum Oberkommando Werder entbunden, wurde Wechmar Ende des Monats in den Generalstab des V. Armee-Korps versetzt. In dieser Stellung nahm er 1866 unter General von Steinmetz während des Krieges gegen Österreich an der Schlacht bei Skalitz sowie der Einschließung von Josefstadt teil und erhielt für sein Verhalten in der Schlacht bei Nachod den Roten Adlerorden III. Klasse mit Schwertern.
Nach dem Friedensschluss wurde Wechmar zum Kommandeur des Füsilier-Bataillons im 4. Rheinischen Infanterie-Regiment Nr. 30 ernannt und gehört im November 1866 anlässlich der Vermählungsfeierlichkeiten des russischen Thronfolgers Alexander dem Gefolge des Kronprinzen von Preußen an. Unter Beförderung zum Oberst schied Wechmar Mitte November 1868 aus der Preußischen Armee aus und trat als Kommandeur des Leib-Grenadier-Regiments in badische Dienst über. Dieses Regiment führte er während des Krieges gegen Frankreich bei der Belagerung von Straßburg sowie in den Gefechten bei Étival, Bruyères, am Ognon, bei Mantoche, Essertenne, Dijon, Vosne-Romanée, Vengert und Nuits. Nach Beendigung der dortigen Kämpfe erhielt er am 18. Dezember 1870 für die weitere Dauer des mobilen Verhältnisses das Kommando über die 1. badische Infanterie-Brigade. In dieser Stellung nahm er an den Gefechten bei Belfort teil.
Ausgezeichnet mit beiden Klassen des Eisernen Kreuzes und dem Ritterkreuz des Militär-Karl-Friedrich-Verdienstordens wurde Wechmar nach dem Frieden von Frankfurt am 15. Juli 1871 als Kommandeur des 1. Badischen Leib-Grenadier-Regiments Nr. 109 in den Verband der Preußischen Armee übernommen. Für sein umsichtiges Verhalten bei Nuits und Belfort zeichnete ihn Kaiser Wilhelm I. auf Veranlassung des Kommandierenden Generals von Werder am 19. Januar 1873 mit dem Orden Pour le Mérite aus. Unter Stellung à la suite seiner Regiments beauftragte man Wechmar am 12. Dezember 1873 zunächst mit der Führung der 21. Infanterie-Brigade in Breslau, ernannte ihn am 14. Februar 1874 zum Kommandeur dieser Brigade und beförderte ihn Anfang Mai 1874 zum Generalmajor. In dieser Stellung erhielt er Mitte September 1875 den Roten Adlerorden II. Klasse mit Eichenlaub und Schwertern am Ringe. Von Juni 1877 bis März 1881 war Wechmar auch Mitglied einer Kommission zur Fertigstellung eines Entwurfs zur Militär-Strafprozeßordnung für das Deutsche Reich. Am 13. Januar 1880 hatte man ihn mit der Führung der 11. Division beauftragt und am 22. März 1880 als Generalleutnant zum Kommandeur dieses Großverbandes ernannt. Nach mehreren Erholungsurlauben reichte Wechmar aus gesundheitlichen Gründen seinen Abschied ein. Unter Verleihung des Kronenordens I. Klasse wurde er daher am 10. September 1881 mit der gesetzlichen Pension zur Disposition gestellt.

### Familie
Wechmar hatte sich am 30. Juni 1852 in Groß Tschunkawe mit Klara von Koszutska (1830–1915) verheiratet. Aus der Ehe gingen folgende Kinder hervor:
- Hans (* 1853), preußischer Offizier
- Margaretha (* 1854)
- Reinhard (1856–1923), preußischer Generalleutnant
- Wilhelm (* 1862)
- Friedrich (1864–1943), preußischer Generalmajor
- Rudolf (* 1870)